# Cyanoloxia glaucocaerulea
Cyanoloxia glaucocaerulea là một loài chim trong họ Cardinalidae. Chúng thường thấy ở Argentina, Brazil và Uruguay.